# Dostojka ino

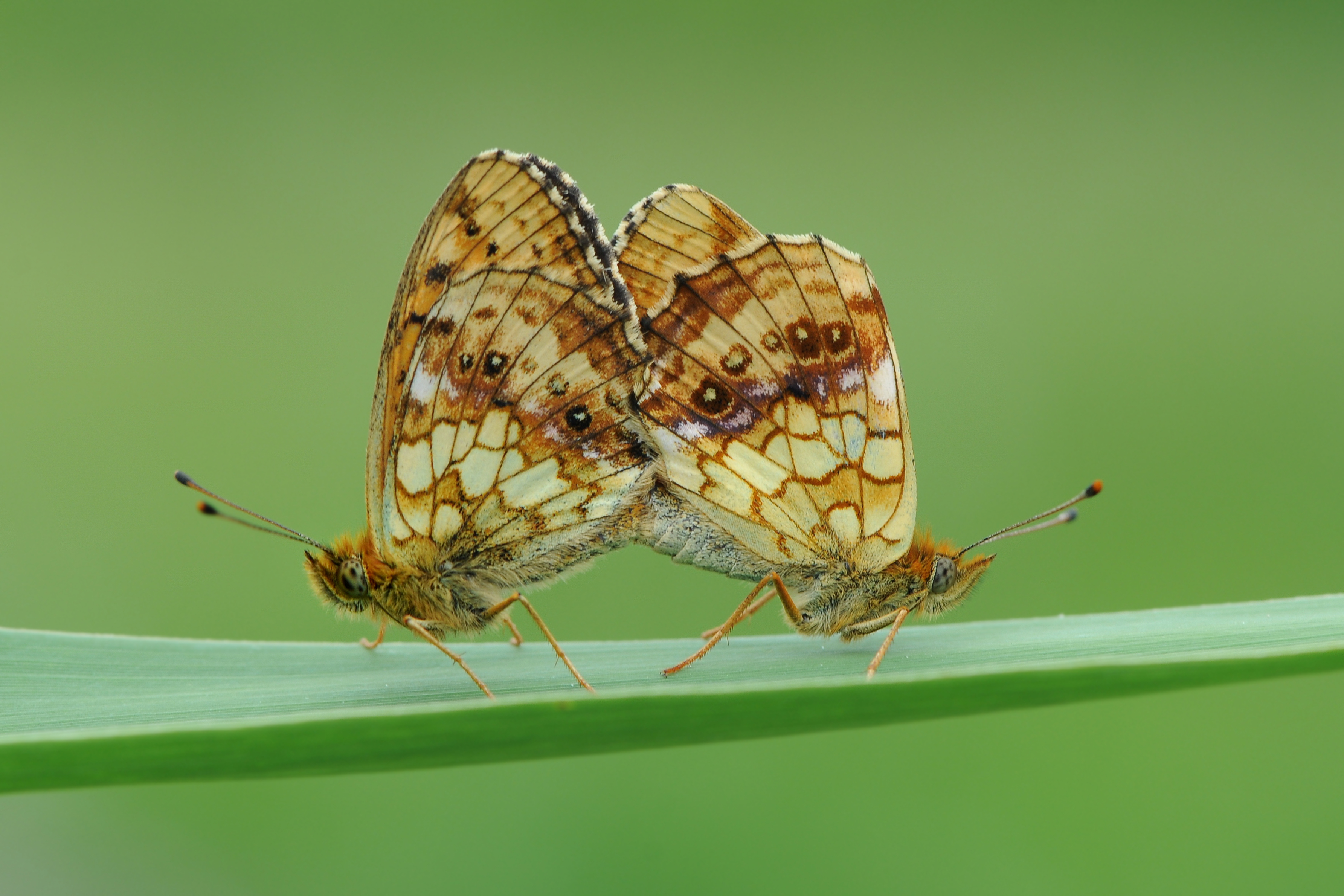
Motyle podczas kopulacji, spód skrzydeł

Dostojka ino (Brenthis ino) – gatunek motyla dziennego z rodziny rusałkowatych (Nymphalidae).

## Wygląd
Rozpiętość skrzydeł od 38 do 42 mm, dymorfizm płciowy niewielki.

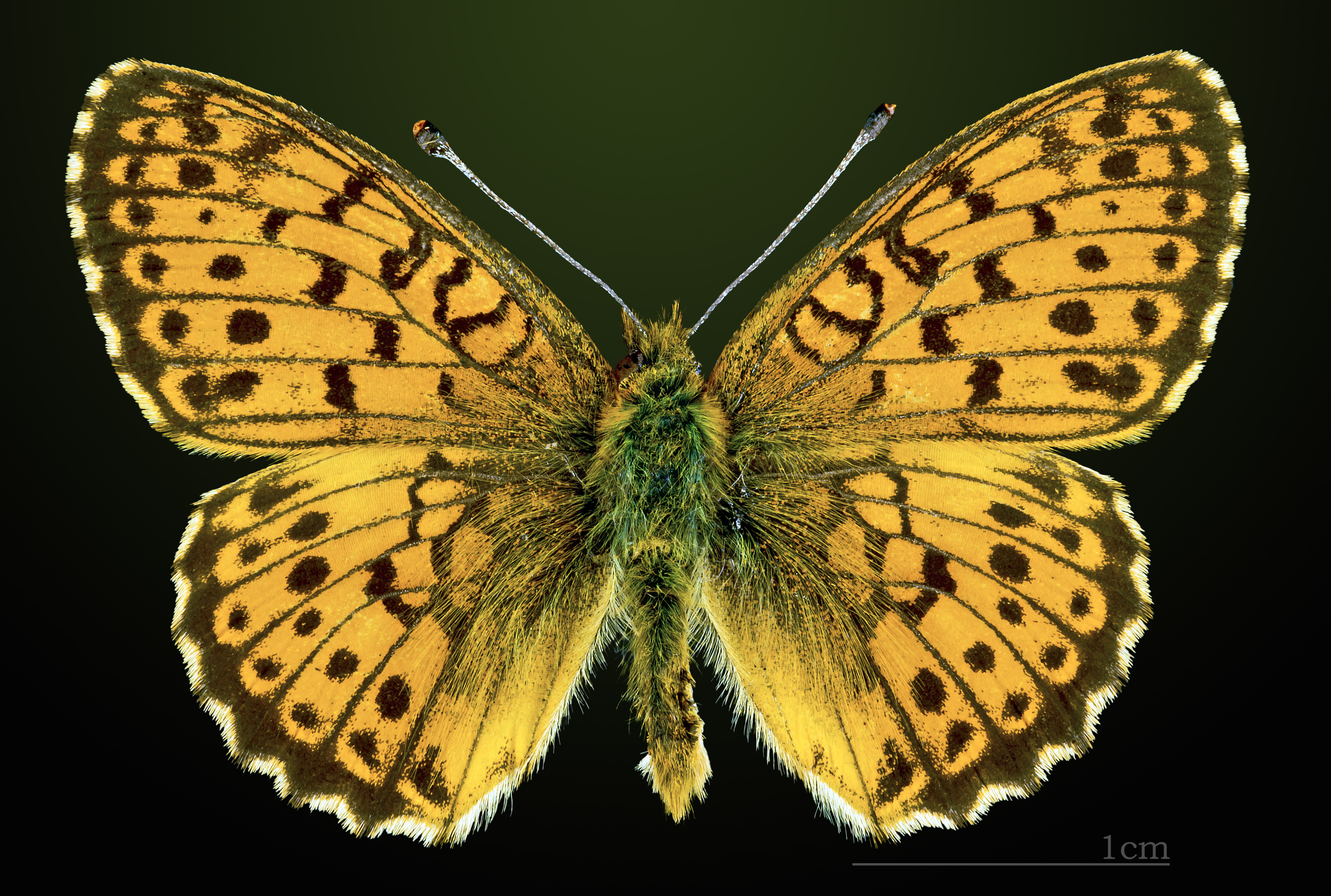
Dostojka ino'
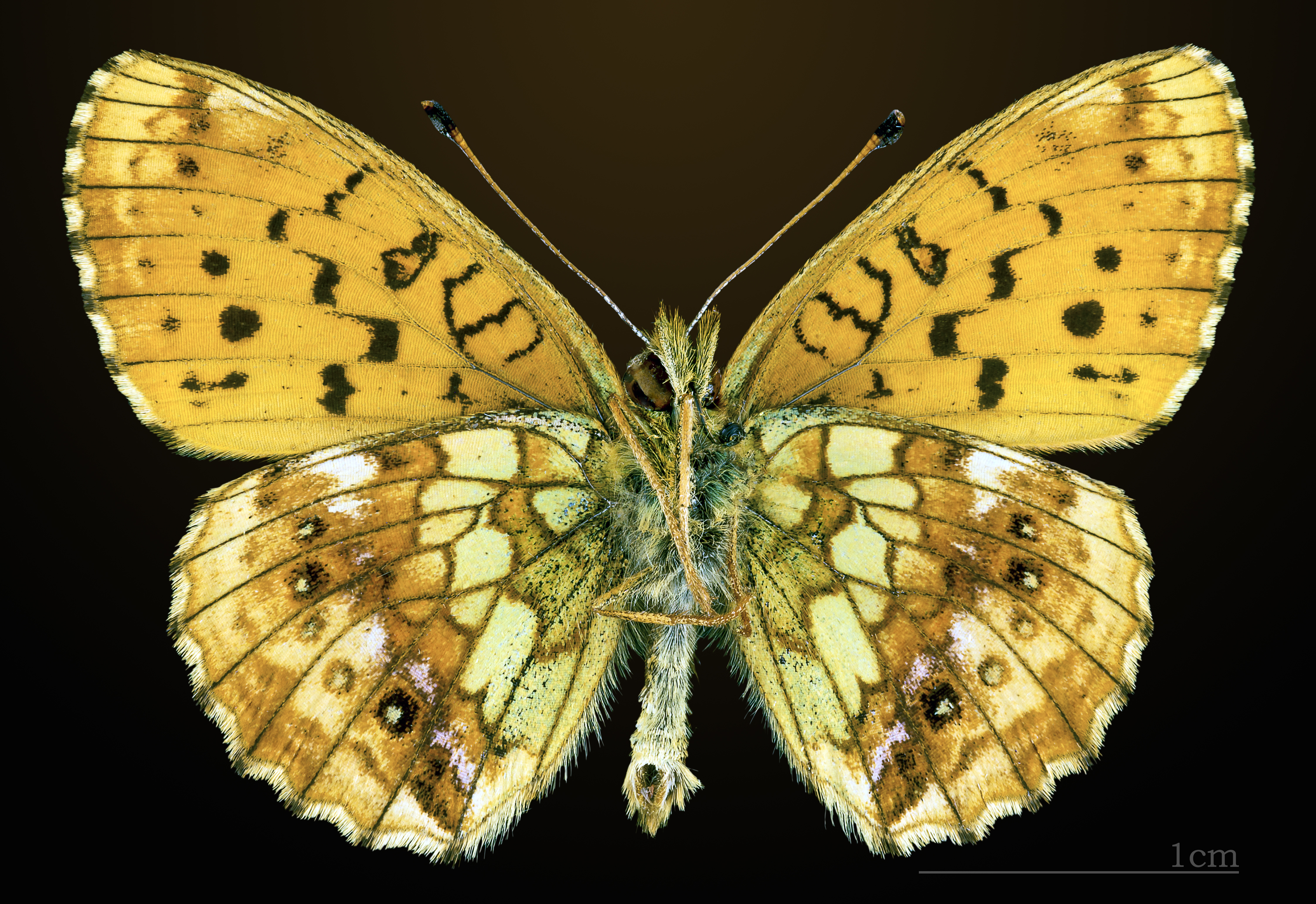
△ Dostojka ino

## Siedlisko
Torfiaste łąki i wilgotne polany, skraje lasów liściastych, zwłaszcza łęgów i olsów.

## Biologia i rozwój
Wykształca jedno pokolenie w roku (czerwiec-lipiec). Patrolują siedlisko nisko nad roślinami. Rośliny żywicielskie to: wiązówka błotna, krwiściąg lekarski a także kukułka krwista. Jaja składane pojedynczo na liściach. Larwy wylęgają się po 2 tygodniach; żerują głównie w nocy; zimują. Przepoczwarczenie następuje na roślinie żywicielskiej lub w jej pobliżu. Imago wylęga się po 2-3 tygodniach.

## Rozmieszczenie geograficzne
Gatunek eurosyberyjski, zasiedla cały obszar Polski, ale pospolity jest tylko lokalnie.